# György Szabados
György Szabados (ur. 13 lipca 1939 w Budapeszcie, zm. 10 czerwca 2011 w Nagymaros) – węgierski pianista wykonujący muzykę z gatunku free jazz. Z wykształcenia był lekarzem.
György był laureatem wielu prestiżowych nagród, z których najbardziej znane to: Nagroda im. Ferenca Liszta (1983), Nagroda dla Węgierskiej Sztuki (2001) czy Nagroda im. Kossutha (2011).

## Wybrana dyskografia[2]
- Adyton (1983)
- Szabraxtondos (1985)
- A Szarvassá Vált Fiak (1989)
- Vents D'Est / Keleti Szél (1990): razem z Miquèu Montanaro, Márta Sebestyén, Kobzos Kiss Tamás, Ökrös Csaba, Vujicsics oraz Téka
- A Szent Fönixmadár Dürrögései (1991)
- Homoki Zene (1991)
- Idő-zene, Divertimento, Román népi táncok (1997); razem z Akadémiai Szólisták Kamarazenekara
- Jelenés/Revelation (1998); razem z Roscoe Mitchell
- Az Események Titkos Története – A Szarvassá Vált Fiak (1999)
- Time Flies (2000)
- The Wedding/Az Es küvő (2002)
- Triotone (2004); razem z Władimir Tarasow oraz Anthony Braxton
- A Szépség Szíve (2004); razem z Mákó Miklós
- Elegy • Elégia 1956 (2006); razem z New Dimension Workshop
- Készülődés a Csatára (2007)
- Bells/The Land Of Boldogasszony (2008)
- Live At Magyarkanizsa (2011); razem z Joëlle Léandre
- Szabad Egyensúlyok (2014)